# Залокоть
Залокоть (укр. Залокоть) — село в Сходницкой поселковой общине Дрогобычского района Львовской области Украины.
Население на 2024 год составляло около 1000 человека. Занимает площадь 18,82 км². Почтовый индекс — 82192. Телефонный код — 3244.